# Marian Niewiarowski
Marian Niewiarowski (ur. 5 sierpnia 1885 w Wolańszczyźnie na Wołyniu, zm. 21 stycznia 1948 w Bystrej) – polski lekarz i działacz społeczny, burmistrz miasta Radomska w latach 1925-1928.

## Edukacja
Ukończył gimnazjum w Żytomierzu. Następnie studiował na Wydziale Lekarskim Uniwersytetu Jagiellońskiego. W tym okresie należał do organizacji Bratnia Pomoc Medyków. W 1911 r. uzyskał tytuł doktora wszech nauk, który następnie notyfikował na Wydziale Lekarskim Uniwersytetu w Kazaniu.

## Okres I wojny światowej
W okresie I wojny światowej służył jako lekarz w II pułku Strzelców Polskich. Następnie ewakuował się do Warszawy, gdzie pracował jako lekarz i działał w komitetach ratunkowych na rzecz polskich emigrantów.

## Okres radomszczański

### Praca zawodowa
Przybył do Radomska w pierwszych latach międzywojennych (został wpisany do ksiąg ludności stałej miasta w 1921 r.). Objął tam stanowisko kierownika szpitala epidemicznego. W latach 1933-1935 a następnie od ok. 1938 r. był zatrudniony na stanowisku lekarza miejskiego oraz okresowo  – lekarza szkolnego. Od 1931 r. zasiadał w Wojewódzkiej Radzie Izby Lekarskiej.

### Działalność polityczna
W latach 1925-1928 pełnił funkcję burmistrza Radomska. Do jego zasług należą działania na rzecz utworzenia Komitetu Rozbudowy Miasta, łaźni miejskiej, Miejskiej Szkoły Zawodowej Dokształcającej a także regulacji rzeki Radomki i remontu szkół przy ul. Bugaj. Jako polityk reprezentował poglądy prawicowe bliskie Narodowej Demokracji. Był zatrudniony w magistracie Radomska do 1933 r..

### Działalność społeczna
- Towarzystwo Łowieckie (od 1925 r., jako współtwórca i prezes)
- Klub Sportowy "Korona" w Radomsku (1924, jako członek zarządu)
- Ochotnicza Straż Pożarna w Radomsku (od 1925, jako prezes Rady Nadzorczej a następnie jako lekarz OSP)
- miejskie koło Ligi Obrony Powietrznej i Przeciwgazowej (1925, jako prezes)
- Komitet dla Niesienia Pomocy Bezrobotnym (1925, jako członek zarządu)
- Związek Oficerów Rezerwy (1931-1939, jako prezes)
- Komitet Współpracy z Wojskiem (1936)
- miejskie koło Związku Kaniowczyków i Żeligowczyków (1938-1939, jako prezes)
- Powszechna Spółdzielnia Spożywców Urzędników (jako członek rady nadzorczej)

## Pochówek
Zmarł w 1948 r. w Bystrej. Został pochowany na Cmentarzu Starym w Radomsku (C03/0039).